# Lequio Tanaro
Lequio Tanaro (Lequi en el idioma piamontés) es una comuna de 761 habitantes de la provincia de Cuneo.

## Administración
- Alcalde: Costanzo Negro
- Fecha de asunción: 30 de mayo de 2006
- Partido: lista civica
- Teléfono de la comuna: 0172 696136

## Evolución demográfica
| Gráfica de evolución demográfica de Lequio Tanaro entre 1861 y 2001 |
|                                                                     |
| Fuente ISTAT - Gráfica elaborada por Wikipedia                      |